# Santobius cubanus
Santobius cubanus (Šilhavý, 1969) – gatunek kosarza z podrzędu Laniatores i rodziny Podoctidae. Jedyny znany przedstawiciel monotypowego rodzaju Ibantila, który później przeniósł się do Santobius.

## Występowanie
Gatunek jest endemiczny dla Kuby.